# Acrolophia
Acrolophia é um género botânico pertencente à família das orquídeas (Orchidaceae).

## Espécies
O gênero Acrolophia possui 7 espécies reconhecidas atualmente.
- Acrolophia bolusii Rolfe
- Acrolophia capensis (P.J.Bergius) Fourc.
- Acrolophia cochlearis (Lindl.) Schltr. & Bolus
- Acrolophia lamellata (Lindl.) Pfitzer
- Acrolophia lunata (Schltr.) Schltr. & Bolus
- Acrolophia micrantha (Lindl.) Pfitzer
- Acrolophia ustulata (Bolus) Schltr. & Bolus